# Charlois Regio
Charlois Regio (indicata in letteratura anche come Shoemaker Regio e cratere Shoemaker ) è una formazione geologica presente sulla superficie dell'asteroide 433 Eros.
Robinson e colleghi (2002) distinguono nella formazione il cratere dalla regio, che tuttavia si sovrappongono. Il cratere è stato generato sul bordo del cratere Himeros da un evento d'impatto; è di circa 7 km di diametro e raggiunge una profondità di alcune centinaia di metri. Al suo interno si dispone uno strato di regolite non consolidato, relativamente profondo, indicato come Charlois Regio.
La formazione è successiva sia al cratere Himeros, il maggiore presente su Eros al cui bordo parzialmente si sovrappone, sia al cratere Psyche, il terzo per dimensioni dopo il Charlois che contiene materiale espulso nell'impatto che ha generato quest'ultimo.
Tale evento di formazione è stato significativo nella storia geologica dell'asteroide. Si ritiene, infatti, di aver individuato nell'impatto che ha dato origine alla Charlois Regio la causa dell'assenza di crateri di piccole dimensioni (con diametro inferiore ai 500 m) da diverse aree - che corrispondono complessivamente al 40 % della superficie dell'asteroide - comprese entro una distanza in linea retta di 9 km dal punto dell'impatto. Responsabile della degradazione della superficie sarebbe stata l'energia sismica prodotta dall'impatto, che, propagatasi attraverso tutto l'asteroide sotto forma di onde, avrebbe determinato il crollo delle strutture più piccole. Poiché Eros ha una forma irregolare, punti anche lontani della superficie possono essere congiunti da una linea retta che attraversa l'asteroide, di lunghezza inferiore rispetto al percorso superficiale. Così, aree anche fra loro apparentemente molto distanti, su "facce" opposte dell'asteroide, ma comprese entro 9 km dall'impatto, sarebbero state interessate dall'evento che avrebbe determinato infine una distribuzione ineguale della densità di crateri sulla superficie.
Lo stesso impatto avrebbe anche originato la maggior parte dei massi sparsi sulla superficie. Tale produzione è stata spiegata come dovuta alla particolarità del sito dell'impatto, che, avvenuto sul bordo di un altro grande cratere, potrebbe aver raggiunto strati più profondi.
È stata così chiamata in onore di Auguste Charlois, che ha scoperto Eros indipendentemente da Carl Gustav Witt il 13 agosto 1898.